# アシュリー・ドゥエニャス
アシュリー・ドゥエニャス（英語: Ashley Duenas, 1981年7月10日 - ）は、アメリカ合衆国カリフォルニア州サンマテオ出身の女性、ウズベキスタンのアイスダンス選手。パートナーはラミル・サルクロフ。
2005年四大陸フィギュアスケート選手権ウズベキスタン代表。

## 主な戦績
| 大会/年度            | 2003-04 | 2004-05 |
| -------------------- | ------- | ------- |
| 四大陸選手権         |         | 16      |
| ウズベキスタン選手権 | 2       | 2       |

### 詳細
| 2004-2005 シーズン |                                                |          |          |          |           |
| 開催日             | 大会名                                         | CD       | OD       | FD       | 結果      |
| 2005年2月14日-20日 | 2005年四大陸フィギュアスケート選手権（江陵市） | 15 22.39 | 16 30.08 | 16 51.93 | 16 104.40 |